# Świątynia Debod

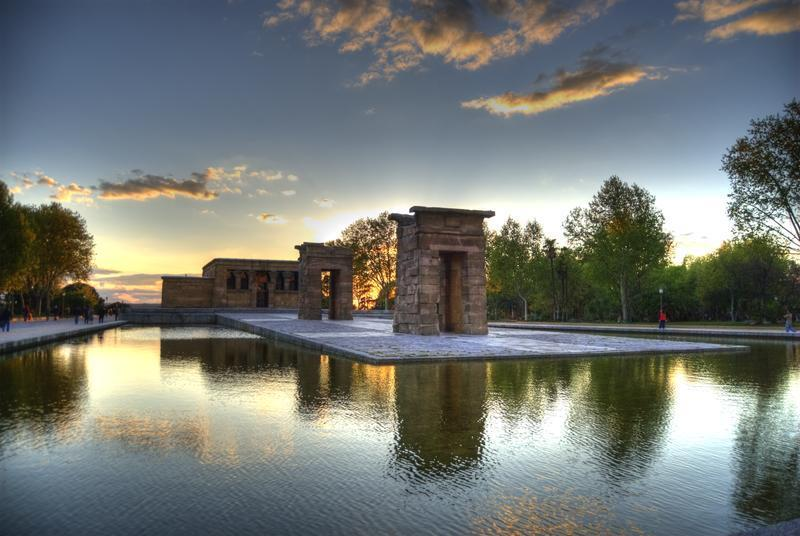
Świątynia Debod

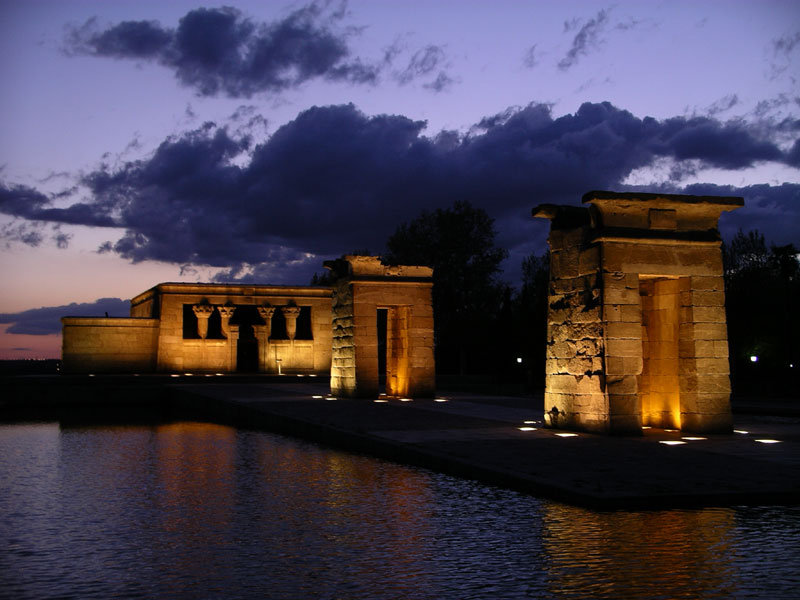
Świątynia Debod

Świątynia Debod (hiszp. Templo de Debod) – starożytna egipska świątynia z II wieku p.n.e. podarowana przez Egipt Hiszpanii za pomoc udzieloną przez rząd hiszpański przy ocalaniu świątyń w Nubii.
Pierwotnie została wzniesiona w południowym Egipcie w okolicy Asuanu. W związku z budową Wysokiej Tamy na Nilu w Asuanie w 1960 r. wiele zabytków starożytnego Egiptu zostało zagrożonych zalaniem wodami sztucznego jeziora mającego powstać przed zaporą. UNESCO wystosowało apel do krajów świata z prośbą o pomoc przy zachowaniu zabytków architektury starożytnego Egiptu. Za pomoc jaką Hiszpania udzieliła Egiptowi w 1968 r. rząd egipski podarował Hiszpanii Świątynię Debod. 
Poświęcona jest ona kultowi bogów egipskich Amonowi i Izydzie. Liczy ona 2200 lat. Znajdowała się w miejscowości Debod nad Nilem. Świątynia posiada różne sale, a najważniejszą jest kaplica zdobiona reliefami, która zachowana jest w oryginalnym stanie. Jest to zarazem najstarsza część świątyni. 
Świątynia została odbudowana w jednym z parków Madrytu – Parque de la Montaña (w południowej części Parque del Oeste), na skarpie nad rzeką Manzanares niedaleko Pałacu Królewskiego. Ze świątyni rozciąga się widok na Casa de Campo, największy park miejski Madrytu.